# 中国反腐维权网
中国反腐维权网，是中國的一個民间反腐维权网站，由青年揭黑作家葛树春创办于2007年10月。至今，中国反腐维权网的首发揭黑报道已经被中国新闻网、新华网、人民网等几百家知名媒体和网站刊载。

## 宗旨
中国反腐维权网联合各大新闻媒体以“用证据报道 做人民喉舌”为宗旨，揭露揭发检举腐败与不公。

## 口号
中国反腐维权网的口号：“反腐不反党，国法大于天”。

## 相關書籍
中国反腐维权网站长葛树春的最新著作《民间维权人手记》，由国家知识产权局所屬知识产权出版社在2011年10月公开出版发行，两年后的2013年8月，葛树春的另一部著作《谁与浮生记》正式出版发行。